# Selisoo
Selisoo är en mosse i Estland.   Den ligger i landskapet Ida-Virumaa, i den östra delen av landet, 150 km öster om huvudstaden Tallinn.